# Administration territoriale de Malte

Ancienne carte des 68 conseils locaux
(classés par île et par ordre alphabétique).

L’administration territoriale de Malte est définie par l’Att Dwar Kunsilli Lokali - Kapitolu 363 (Conseils locaux - loi no 363) du 23 juillet 1993 amendée par l'ATT biex jemenda l-Att dwar Kunsilli Lokali, Kap. 363 (amendement modifiant la Loi sur les conseils locaux) du 6 octobre 2009. Elles subdivisent le pays administrativement en 5 régions, les Reġjuni (Régions), 68 localités, les Kunsilli Lokali (Conseils locaux), et 16 communautés villageoises, les Kumitatjiet Amministrattivi (Comités de gestion). Enfin, Malte est un archipel, et géographiquement, historiquement et politiquement, toute organisation maltaise distingue l'île de Gozo du reste de l'archipel, l'île de Malte.
Il existe dans le cadre de la direction Eurostat, l'institut statistique européen de l'Union européenne, deux autres partitions territoriales de l'archipel maltais sans compétence administrative. La nomenclature des unités territoriales statistiques comprend 1 unité de niveau 1 (NUTS1), (Malte) et de niveau 2 (NUTS2), (Archipel maltais) et 2 unités de niveau 3 (NUTS3), les Gżejjer (les Iles de Malte et de Gozo). Les unités administratives locales comprennent 6 unités de niveau 1 (UAL1), les Distretti (Districts) et 68 unités de niveaux 2 (UAL2), les Kunsilli Lokali (Conseils locaux).

## Gżira- groupe d'îles
Le groupe d'îles (en maltais gżira, au pluriel : gżejjer) est une subdivision politique maltaise et statistique européenne de Malte.

### Subdivisions politiques
L'île de Gozo, avec celle de Comino qui lui est rattachée, possède une certaine autonomie politique avec un ministre à délégation générale.

### Subdivisions statistiques
L'organisation territoriale en groupe d'îles répond statistiquement aux besoins d'Eurostat qui a défini une nomenclature d'unités territoriales statistiques. Ces groupes correspondent au troisième niveau statistique européen (NUTS3), première subdivision de Malte par Eurostat.

## Régions
Les régions sont des subdivisions administratives maltaises au nombre de cinq. Elles regroupent les 68 conseils locaux.

## Distrett- district
Les Distretti (Districts) sont des subdivisions électorale et statistiques maltaises.

### Subdivisions électorales
Les 68 Kunsilli Lokali sont regroupés en 13 districts pour les élections maltaises. Pour les élections générales à Malte, cette subdivision permet l'élection dans chacun des districts de ses Représentants à la Chambre des députés.
Par contre pour les élections européennes, les 13 districts vote sur une liste unique. Pour les élections locales à Malte, la subdivision territoriale prise en compte est celle du Kunsill Lokali et pour les élections communautaires à Malte la subdivision territoriale concernée est celle du Kumitat Amministrattiv.

### Subdivisions statistiques
Les unités administratives locales comprennent 6 unités de niveau 1 (UAL1), les Distretti (Districts) regroupant les Kunsilli Lokali dans une partition différente des reġjuni.

## Kunsill lokali- conseil local
Les Kunsilli Lokali sont des subdivisions administratives et Statistiques maltaises.

### Subdivisions administratives
Le conseil local (en maltais Kunsill Lokali) est une subdivision administrative de Malte. C'est à ce niveau que sont élus lors d'élections locales les conseillers qui gèrent effectivement la partie du territoire maltais, à l'exclusion des installations considérés comme d'utilité nationale, sous leurs responsabilités. Les conseils locaux peuvent déléguer certaines de leurs prérogatives à des Kumitati Amministrattivi. Les Kunsilli Lokali sont au nombre de 68, 54 sur l'île de Malte et 14 sur l'île de Gozo.

### Subdivisions statistiques
Eurostat considère que les conseils locaux correspondent au second niveau d'unités administratives locales de Malte (UAL2).

## Kumitat Amministrattiv- comité de gestion

### Subdivisions administratives
Le comité de gestion (en maltais Kumitat Amministrattiv), élu lors d'élections communautaires, est une subdivision des conseils locaux qui a délégation pour gérer une communauté villageoise d'une certaine importance qui a obtenu une reconnaissance du ministère chargé des collectivités. Les Kumitati Amministrattivi sont au nombre de 16, 13 sur l'île de Malte et 3 sur celle de Gozo.

## Organisation territoriale
Gżira ta' Malta (MT 001) :
Reġjun Ċentrali (MT.CE)
Kunsill Lokali ta' Ħ'Attard (AT 12) - localité : Ħ'Attard
Kunsill Lokali ta' Ħal Balzan (BA 13) - localité : Ħal Balzan
Kunsill Lokali ta' Birkirkara (BI 14) - localité : Birkirkara
Kumitat Amministrattiv ta' Fleur-de-Lys - communauté : Fleur-de-Lys
Kumitat Amministrattiv ta' Is-Swatar (et du Kunsill Lokali tal-Imsida) - communauté : Is-Swatar
Kunsill Lokali tal-Gżira (GZ 21) - localité : Il-Gżira
Kunsill Lokali tal-Iklin (IK 28) - localité : L-Iklin
Kunsill Lokali ta' Ħal Lija (LI 32) - localité : Ħal Lija
Kunsill Lokali tal-Imsida (MS 41) - localité : L-Imsida
Kumitat Amministrattiv ta' Is-Swatar (et du Kunsill Lokali ta' Birkirkara) - communauté : Is-Swatar
Kunsill Lokali tal-Pietà (PI 47) - localité : Pietà
Kumitat Amministrattiv ta' Gwardamanġa - communauté : Gwardamanġa
Kunsill Lokali ta' San Ġiljan (SG 52) - localité : San Ġiljan
Kumitat Amministrattiv ta' Paceville - communauté : Paceville
Kunsill Lokali ta' San Ġwann (SN 53) - localité : San Ġwann
Kumitat Amministrattiv tal-Kappara - communauté : Il-Kappara
Kunsill Lokali ta' Santa Venera (SV 58) - localité : Santa Venera
Kunsill Lokali ta' Tas-Sliema (SL 59) - localité : Tas-Sliema
Kunsill Lokali Ta' Xbiex (TA 61) - localité : Ta' Xbiex
Reġjun Nofsinhar (MT.SO)
Kunsill Lokali tal-Birgu (BR 03) - localité : Il-Birgu (Città Vittoriosa)
Kunsill Lokali ta' Bormla (BO 05) - localité : Bormla (Città Cospicua)
Kunsill Lokali tal-Fgura (FG 17) - localité : Il-Fgura
Kunsill Lokali tal-Furjana (FL 18) - localité : Il-Furjana (en anglais : Floriana)
Kunsill Lokali tal-Isla (IS 04) - localité : L-Isla (Città Senglea ou Città Invicta)
Kunsill Lokali tal-Kalkara (KA 29) - localité : Il-Kalkara
Kunsill Lokali tal-Marsa (MX 34) - localité : Il-Marsa
Kunsill Lokali ta' Marsaskala (MS 35) - localité : Marsaskala
Kunsill Lokali ta' Marsaxlokk (MA 36) - localité : Marsaxlokk
Kunsill Lokali ta' Raħal Ġdid (PA 45) - localité : Paola (en maltais : Pawla ou Raħal Ġdid)
Kunsill Lokali ta' Ħal Tarxien (TA 62) - localité : Ħal Tarxien
Kunsill Lokali tal-Belt Valletta (VA 01) - localité : Il-Belt Valletta (Città Umilissima) (en anglais : Valetta et en français : La Valette)
Kunsill Lokali tax-Xgħajra (XG 65) - localité : Ix-Xgħajra
Kunsill Lokali ta' Ħaż-Żabbar (ZA 08) - localité : Ħaż-Żabbar (Città Hompesch)
Kumitat Amministrattiv ta' St Peter's - communauté : St. Peter's (en maltais : San Pietru)
Kunsill Lokali taż-Żejtun (ZE 10) - localité : Iż-Żejtun (Città Beland)
Reġjun Xlokk (MT.SE)
Kunsill Lokali ta' Birżebbuġa (BZ 15) - localité : Birżebbuġa
Kunsill Lokali tal-Gudja (GU 20) - localité : Il-Gudja
Kunsill Lokali ta' Ħal Għaxaq (GH 26) - localité : Ħal Għaxaq
Kunsill Lokali tal-Ħamrun (HA 27) - localité : Il-Ħamrun
Kunsill Lokali ta' Ħal Kirkop (KI 31) - localité : Ħal Kirkop
Kunsill Lokali ta' Ħal Luqa (LU 33) - localité : Ħal Luqa
Kumitat Amministrattiv ta' Ħal Farruġ - communauté : Ħal Farruġ
Kunsill Lokali tal-Imqabba (MQ 40) - localité : L-Imqabba
Kunsill Lokali ta' Ħal Qormi (QO 06) - localité : Ħal Qormi (Città Pinto)
Kunsill Lokali tal-Qrendi (QR 49) - localité : Il-Qrendi
Kunsill Lokali ta' Ħal Safi (SA 51) - localité : Ħal Safi
Kunsill Lokali ta' Santa Luċija (SL 57) - localité : Santa Luċija
Kunsill Lokali tas-Siġġiewi (SI 09) - localité : Is-Siġġiewi (Città Ferdinand)
Kunsill Lokali ta' Ħaż-Żebbuġ (ZE 07) - localité : Ħaż-Żebbuġ (Città Rohan)
Kunsill Lokali taż-Żurrieq (ZU 67) - localité : Iż-Żurrieq
Kumitat Amministrattiv ta' Bubagra - communauté : Bubagra
Reġjun Tramuntana (MT.NO)
Kunsill Lokali ta' Ħad-Dingli (DI 16) - localité : Ħad-Dingli
Kunsill Lokali ta' Ħal Għargħur (Gh 24) - localité : Ħal Għargħur
Kunsill Lokali tal-Imdina (MD 02) - localité : L-Imdina (Città Notabile)
Kunsill Lokali tal-Mellieħa (ME 37) - localité : Il-Mellieħa
Kunsill Lokali tal-Imġarr (MG 38) - localité : L-Imġarr
Kunsill Lokali tal-Mosta (MO 39) - localité : Il-Mosta
Kunsill Lokali tal-Imtarfa (MT 68) - localité : L-Imtarfa
Kunsill Lokali tan-Naxxar (NA 44) - localité : In-Naxxar
Kumitat Amministrattiv ta' Baħar iċ-Ċagħaq - communauté : Baħar iċ-Ċagħaq
Kunsill Lokali ta' Pembroke (PE 46) - localité : Pembroke
Kunsill Lokali tar-Rabat (RA 11) - localité : Ir-Rabat
Kumitat Amministrattiv Tal-Virtù - communauté : Tal-Virtù
Kumitat Amministrattiv ta' Baħrija - communauté : Baħrija
Kunsill Lokali ta' San Pawl il-Baħar (SP 55) - localité : San Pawl il-Baħar (en anglais : St. Paul's Bay)
Kumitat Amministrattiv ta' Burmarrad - communauté : Burmarrad
Kunsill Lokali tas-Swieqi (SW 60) - localité : Is-Swieqi
Kumitat Amministrattiv tal-Madliena - communauté : Il-Madliena
Gżira ta' Għawdex (MT 002) :
Reġjun  ta' Għawdex (MT.GO) :
Kunsill Lokali tal-Fontana (FO 19) - localité : Fontana
Kunsill Lokali tal-Għajnsielem (GJ 22) - localité : Għajnsielem
Kunsill Lokali tal-Għarb (GB 23) - localité : L-Għarb
Kunsill Lokali tal-Għasri (GS 25) - localité : L-Għasri
Kunsill Lokali Ta' Kerċem (KE 30) - localité : Ta' Kerċem
Kumitat Amministrattiv ta' Santa Luċija - communauté : Santa Luċija
Kunsill Lokali tal-Munxar (MU 42) - localité : Il-Munxar
Kumitat Amministrattiv tax-Xlendi - communauté : Ix-Xlendi
Kunsill Lokali tan-Nadur (NA 43) - localité : In-Nadur
Kunsill Lokali tal-Qala (QA 48) - localité : Il-Qala
Kunsill Lokali tar-Rabat (RA 50) - localité : Ir-Rabat (Città Victoria)
Kunsill Lokali ta' San Lawrenz (SL 54) - localité : San Lawrenz
Kunsill Lokali Ta' Sannat (SA 56) - localité : Ta' Sannat
Kunsill Lokali tax-Xagħra (XA 63) - localité : Ix-Xagħra
Kunsill Lokali tax-Xewkija (XE 64) - localité : Ix-Xewkija
Kunsill Lokali taż-Żebbuġ (ZE 66) - localité : Iż-Żebbuġ
Kumitat Amministrattiv ta' Marsalforn - communauté : Marsalforn